# 藤山秀章
藤山 秀章（ふじやま ひであき、1957年5月22日 - ）は、日本の国土交通技官。国土交通省水資源部長、内閣官房内閣審議官兼水循環政策本部事務局長や、国土交通省北陸地方整備局長、福田組副社長等を務めた。土木学会国際活動奨励賞受賞。

## 人物・経歴
新潟県長岡市出身。1981年北海道大学工学部土木工学科卒業、建設省入省。1994年建設省河川局河川計画課課長補佐。1996年建設省中国地方建設局斐伊川・神戸川総合開発工事事務所長。1999年建設省大臣官房付。2000年フィリピン派遣。
2005年国土交通省河川局河川計画課河川情報対策室長。2007年岐阜県都市建築部長。同年土木学会国際活動奨励賞受賞。2010年国土交通省関東地方整備局利根川上流河川事務所長。2012年内閣府政策統括官（防災担当）付参事官（地震・火山・大規模水害対策担当）（併）内閣官房東日本大震災対応総括室参事官。
2014年国土交通省水管理・国土保全局水資源部長（併）内閣官房副長官補付内閣審議官（併）内閣官房水循環政策本部事務局長。2015年から国土交通省北陸地方整備局長を務め国土強化のための連携などにあたった。2016年国土交通省大臣官房付。2017年河川財団参事。2019年福田組執行役員副社長。